# Kurt Franz (SS-Mitglied)

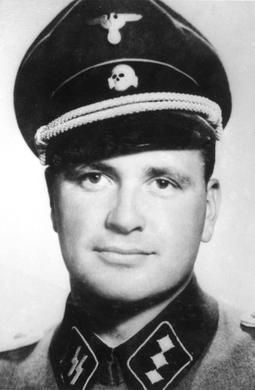
Kurt Franz als SS-Untersturmführer

Kurt Hubert Franz (* 17. Januar 1914 in Düsseldorf; † 4. Juli 1998 in Wuppertal) war im Rahmen der Aktion T4 in den „Euthanasie“-Anstalten Grafeneck, Brandenburg, Hartheim und Sonnenstein als Koch tätig und anschließend bei der Aktion Reinhardt stellvertretender und schließlich letzter Lagerkommandant des Vernichtungslagers Treblinka.

## Jugend und Ausbildung
Kurt Hubert Franz wurde am 17. Januar 1914 in Düsseldorf als Sohn eines Kaufmanns geboren und hatte eine Schwester. Nach achtjährigem Besuch der Volksschule in Düsseldorf war er als Laufbote tätig, bevor er 1929 im Düsseldorfer Restaurant „Hirschquelle“ eine Kochlehre begann. Diese setzte er im „Wittelsbacher Hof“ fort, ohne eine Gehilfenprüfung abzulegen.
Seine Mutter heiratete nach dem Tod ihres ersten Mannes 1928 erneut. Sein Stiefvater war ein deutsch-national eingestellter Mann, während seine Mutter als streng gläubige Katholikin galt.
Nach einem halben Jahr als Mitglied in der Kyffhäuser-Jugend meldete sich Franz im Oktober 1932 zu einem vom Stahlhelm eingerichteten Lager des Freiwilligen Arbeitsdienstes in Ratingen. Im Frühjahr 1934 kam er ins Lager Honnef, wo er im Oktober 1934 den Arbeitsdienst im Rang eines Truppführers verließ.
Bis Oktober 1935 war er als Volontär bei dem Metzgermeister Stollmann in Düsseldorf-Oberkassel tätig. Danach wurde er zur Ableistung seiner Wehrpflicht zum Artillerieregiment 6 in Minden eingezogen. Während seiner zweijährigen Wehrdienstzeit wurde er zuletzt mit dem Dienstgrad eines Oberkanoniers zeitweise auch in seinem Beruf als Koch eingesetzt.

## Bei den SS-Totenkopfverbänden
Noch während des Wehrdienstes bewarb sich Franz bei den SS-Totenkopfverbänden. Ende 1937 wurde er in die 3. SS-Totenkopfstandarte „Thüringen“ (SS-Nr. 319.906) aufgenommen. Auch hier wurde er nach seiner Grundausbildung als Koch verwendet. Außerdem war er als Rekrutenausbilder tätig.
Zum SS-Sturmmann wurde er am 30. Januar 1938, zum SS-Rottenführer am 9. November 1938 und zum SS-Unterscharführer am 30. Januar 1940 befördert. In dieser Zeit wurde Franz zeitweise im Wachdienst des KZ Buchenwald eingesetzt. 1941 diente er als SS-Scharführer in der SS-Bekleidungskammer.

## Bei der Aktion T4
Zusammen mit einem anderen SS-Mann wurde Franz 1939 zur Dienststelle des Reichsärzteführers Dr. Leonardo Conti in die Berliner Voßstraße befohlen. Hier wurde er durch den SA-Standartenführer und Leiter des Amtes IIa der Kanzlei des Führers, Werner Blankenburg, über die anlaufende sogenannte „Euthanasie“-Aktion unterrichtet und der „Gemeinnützigen Stiftung für Anstaltspflege“, einer von mehreren Tarnorganisationen der Kanzlei Hitlers zugeteilt.
Er war einer von sieben Teilnehmern, die unter der Leitung von SS-Standartenführer und Oberdienstleiter der Kanzlei des Führers Viktor Brack am 17. Oktober 1939 eine Vorbesichtigung der Samariter-Heilanstalt Grafeneck durchführten, um ihre Tauglichkeit als „Euthanasie“-Anstalt zu prüfen. Grafeneck wurde dann auch als erste von insgesamt sechs derartigen Anstalten ab Januar 1940 zu diesem Zweck in „Betrieb“ genommen. Franz selbst wurde im Rahmen der Aktion T4 in den „Euthanasie“-Anstalten Grafeneck, Brandenburg, Hartheim und Sonnenstein als Koch eingesetzt.
1940 heiratete er. Die Ehe blieb kinderlos. Allerdings hatte Franz mit vier anderen Frauen vier nichteheliche Kinder.
Um die Jahreswende 1941/42 wurde er in die Kanzlei Hitlers zurückbeordert und in der Küche dieser Dienststelle in der Wilhelmstraße 40 beschäftigt.

## Bei der Aktion Reinhardt
Nach seiner Beförderung zum SS-Oberscharführer am 20. April 1942 wurde Franz zum „SS- und Polizeiführer für den Distrikt Lublin“, SS-Brigadeführer Odilo Globocnik, beordert und für die Aktion Reinhardt der Wachmannschaft des Vernichtungslagers Belzec zugeteilt. Hier blieb er bis Mitte 1942. Danach kam er ins Vernichtungslager Treblinka, wo er als Stellvertreter des Lagerkommandanten Franz Stangl eingesetzt war. Am 21. Juni 1943 wurde er zum SS-Untersturmführer befördert. Nach der Abberufung Stangls leitete Franz von August bis November 1943 das  Vernichtungslager als Kommandant.
Das Aufgabengebiet von Franz in Treblinka wird im Urteil des Landgerichtes Düsseldorf vom 3. September 1965 wie folgt beschrieben (Urteil, S. 49f.):

„In Treblinka, wo infolge der Unfähigkeit des ersten Lagerkommandanten Dr. Irmfried Eberl die gesamte Vernichtungsmaschinerie durcheinandergeraten war und alles drunter und drüber ging, übernahm der Angeklagte zunächst die Führung der ukrainischen Wachmannschaften und brachte diesem ‚wilden Haufen‘, wie er sich ausdrückte, erst einmal militärische Zucht und Ordnung bei. Dabei ließ er es aber nicht bewenden, sondern kümmerte sich schon bald um den gesamten Lagerbetrieb, den er mit und unter der Leitung Wirths neu aufbaute und durchorganisierte. Er kümmerte sich dabei um alles, was im Lager vor sich ging, und stieg gar bald zum Stellvertreter des Lagerkommandanten auf. In dieser Eigenschaft hatte er alle Zügel in der Hand und auf den ganzen Ablauf des Lagergeschehens einen uneingeschränkten Einfluß, zumal der Nachfolger von Dr. Eberl, der spätere SS-Hauptsturmführer Stangl, sich um den äußeren Dienstbetrieb nur wenig oder fast gar nicht kümmerte und sich draußen kaum sehen ließ. Franz nahm tatkräftig an allen im Lager anfallenden Arbeiten Anteil, inspizierte die Lagereinrichtungen im unteren wie im oberen Lager sowie die verschiedenen Arbeitskommandos.“

„Bei der Ankunft von Transporten traf der Angeklagte nicht nur die Maßnahmen zu verstärkten Sicherheitsvorkehrungen, sondern griff auch persönlich bei dem Entladen der Züge, der Selektion der alten, kranken und gebrechlichen Personen mit ein, suchte unter den Ankömmlingen Arbeitsjuden aus und beaufsichtigte die Abfertigung der Transporte auf dem Umschlagplatz, das Entkleiden der Opfer und ihre Weiterleitung durch den Schlauch bis in die Gaskammern. Leisteten die Juden seinen Befehlen dabei nicht schnell genug Folge oder zeigten sich sonst Widerstände, so schlug er brutal mit der Peitsche oder der Faust auf die bedauernswerten Opfer ein, hetzte den Hund Barry auf die Menschen oder verschaffte mit der Pistole seinen Worten und seinem Willen den erforderlichen Nachdruck. Alles in allem nutzte der Angeklagte, der wegen seines hübschen Gesichts, seiner guten Figur und seines gepflegten Äußeren bei den jüdischen Häftlingen den polnischen Spitznamen Lalka hatte, was in deutsch Puppe bedeutet, die ihm zur Verfügung stehende Machtfülle in einer furchtbaren und hemmungslosen Weise aus, um das vom Führer gesetzte Endziel der restlosen Vernichtung der jüdischen Menschen in seinem Machtbereich mitverwirklichen zu helfen und den nach Treblinka verschleppten Juden die kurze Spanne ihres Lebens, die ihnen hier noch zur Verfügung stand, zur qualvollen Hölle zu machen. Er offenbarte dabei einen derartigen Sadismus und eine solche Mißachtung allen jüdischen Lebens, daß die menschliche Phantasie kaum ausreicht, um sich die von ihm oder unter seiner Leitung und Mitwirkung verübten Untaten überhaupt vorstellen zu können. Er bezeichnete die im Lager befindlichen Juden als ‚Arschlöcher‘, als ‚Dreck‘, als ‚Scheiße‘ und als ‚Hunde‘, die so bald und so gründlich wie möglich beseitigt werden müßten. Irgendeine Achtung vor dem Leben und der Persönlichkeit seiner Opfer war ihm völlig fremd. Er mißhandelte, boxte, prügelte und tötete, wenn es ihm Spaß machte und wenn er gerade dazu aufgelegt war. Er fand nichts dabei, wenn sein Hund Barry sich auf seinen Zuruf auf die hilflosen Juden stürzte, sie zu Boden warf und sie in seiner Anwesenheit verletzte und zerfleischte. War ein Häftling infolge dieser Misshandlungen nicht mehr arbeitsfähig, so erschoss ihn Franz auf der Stelle oder ließ ihn zur Liquidierung ins Lazarett bringen, wenn ihm aus irgendwelchem Grunde nicht danach zumute war, die Erschießung selbst vorzunehmen.“

„Demgemäß war der Angeklagte Franz der Schrecken des ganzen Lagers. Sobald er sich zu Fuß, zu Pferde oder auf dem Fahrrad im Lager sehen ließ, warnte einer den anderen vor seinem Kommen, weil man wußte, daß jetzt wieder irgendeine Mißhandlung oder Tötung fällig sein würde. Jeder Häftling, mochte er noch so krank oder schwach sein, erhöhte seinen Arbeitseifer und bemühte sich, einen möglichst günstigen Eindruck zu machen, um nur ja nicht aufzufallen. Gleichwohl fand der Angeklagte immer wieder Gründe, um jüdische Häftlinge zu mißhandeln und zu quälen und sie sogar entweder an Ort und Stelle zu töten oder zum Lazarett zur Erschießung zu schicken. Besonders gefürchtet war seine Anwesenheit bei den täglichen Appellen, wo er sehr häufig in großem Umfang Selektionen vornahm, um die Kranken und nicht mehr voll Arbeitsfähigen für die Liquidierung im Lazarett auszusuchen oder als Vergeltung für irgendwelche Fluchtversuche, Verstöße gegen die Lagerdisziplin oder sonstige Nichtigkeiten. In zahlreichen Fällen verhängte er auch die Prügelstrafe und vollzog sie eigenhändig auf dem dafür vorgesehenen Prügelbock. Dabei beschimpfte und bedrohte er sowohl die bedauernswerten Opfer als auch die angetriebenen Arbeitshäftlinge in der gemeinsten und unflätigsten Weise und machte aus allem eine große Schau, die Furcht und Schrecken verbreitete und in der der Angeklagte sich selbst bestätigen wollte.“

„Wieviele Menschen in Treblinka durch die Hand des Angeklagten Franz oder durch seine unmittelbare Veranlassung zu Tode gekommen sind, ist mit Sicherheit nicht mehr feststellbar. Fest steht nur, daß diese Zahl nicht gering ist und der Angeklagte durch sein Verhalten im Lager eine große Blutschuld auf sich geladen hat. Ein großer Teil der Ströme von Blut und Tränen, die in Treblinka geflossen sind, geht allein auf sein Konto.“

## Bei der Partisanenbekämpfung
Nach Auflösung des Vernichtungslagers Treblinka kam SS-Untersturmführer Franz als Ausbilder zur Landesschutzschule Triest und anschließend nach Görz, wo er eine neue derartige Schule einrichten sollte. Franz wurde Ende 1944 bei der Partisanenbekämpfung verwundet und nach seiner Genesung als Sicherheitsoffizier für die Bahnlinie Görz-Triest verwendet.

## Nach dem Krieg und Verurteilung
Nach Kriegsende setzte er sich zu seiner ins thüringische Arnstadt evakuierten Frau ab. Aus der amerikanischen Gefangenschaft konnte er fliehen und nach Düsseldorf zurückkehren. Dort meldete er sich am 26. Juni 1945 mit seinem richtigen Namen beim Arbeitsamt an. Bis Ende 1948 war er als Brückenbauarbeiter tätig. Von 1949 bis zu seiner Verhaftung an seinem Wohnort Düsseldorf am 2. Dezember 1959 arbeitete er wieder als Koch.
Im Treblinka-Prozess wurde Franz vom Landgericht Düsseldorf mit Urteil vom 3. September 1965 (Az.: 8 I Ks 2/64) wegen gemeinschaftlichen Mordes an mindestens 300.000 Personen, wegen Mordes in 35 Fällen an mindestens 139 Personen und wegen versuchten Mordes zu lebenslanger Haft verurteilt. Das Gericht legte ihm bei den Strafzumessungserwägungen eine „nahezu satanische Grausamkeit“, „außerordentlich große verbrecherische Energie“ und „Unbarmherzigkeit gegenüber den Opfern“ zur Last. Wegen seines Alters und aus gesundheitlichen Gründen wurde Franz Mitte 1993 entlassen, nachdem er bereits seit Ende der siebziger Jahre Freigänger war. Er lebte mit seiner Frau in Ratingen und starb am 4. Juli 1998 in einem Altersheim in Wuppertal.
In seinem Dokumentarfilm Der Judenmord – Deutsche und Österreicher berichten von 1998 gelang es dem belgischen Filmemacher Michel Alexandre, den damaligen Freigänger Kurt Franz in der JVA Remscheid-Lüttringhausen vor der Kamera zu seiner Zeit im Vernichtungslager Treblinka zu befragen. Im begleitend dazu erschienenen Buch wurde das im Film geführte Interview mit Franz ebenfalls vollständig abgedruckt.
Bekannt geworden ist das private Fotoalbum von Franz, welches bei einer Wohnungsdurchsuchung im Zuge seiner Verhaftung 1959 sichergestellt wurde. Franz hatte es sich entgegen dem offiziellen Verbot über seine Zeit bei der Aktion Reinhardt und in Triest angelegt und auf einer Seite mit „Schöne Zeiten“ betitelt.